# Dave Johnson (Leichtathlet)
David (Dave) Alan Johnson (* 7. April 1963 in Missoula, Montana) ist ein ehemaliger amerikanischer Leichtathlet.
Johnson nahm an den Olympischen Spielen 1992 in Barcelona im Zehnkampf teil und gewann die Bronzemedaille mit 8.309 Punkten hinter dem tschechischen Außenseiter Robert Změlík und Antonio Peñalver aus Spanien. Johnson war in diesem Wettkampf der große Favorit, die ersten Disziplinen verliefen jedoch wenig zufriedenstellend. Unter normalen Umständen hätte die dritte Disziplin, das Kugelstoßen, schon das Ende für den Wettkampf des Amerikaners bedeuten müssen. Johnson hatte nach den ersten beiden übertretenen Versuchen auch den dritten Stoß als ungültig angezeigt bekommen. Auf Intervention des Oberkampfrichters durfte er jedoch den dritten Versuch wiederholen und stieß persönliche Bestleistung. Was den Oberkampfrichter bewog, Johnson einen vierten Versuch zuzugestehen, konnte nie geklärt werden, auch alle Proteste wurden zurückgewiesen.
Nach seinem Rücktritt vom Leistungssport wurde Johnson Prediger einer christlichen Glaubensgemeinschaft und Buchautor.